# Museo Internacional del Barroco
El Museo Internacional del Barroco es un museo de arte barroco diseñado por el arquitecto japonés Toyo Itō y localizado en Puebla de Zaragoza, Puebla, México. Fue inaugurado el 4 de febrero del 2016 por el gobernador del estado Rafael Moreno Valle Rosas.
El proyecto original del MIB estaba dedicado a la conservación, investigación y difusión de las diversas manifestaciones de la sensibilidad barroca en sus vertientes artísticas, culturales, sociales, científicas y tecnológicas. La primera propuesta curatorial  buscaba representar la complejidad de la expresión barroca en los campos de arquitectura, pintura y escultura, literatura, entre otros; asimismo comprendía un programa de exposiciones temporales.
Desde el anuncio del proyecto, la comunidad intelectual y académica mostró diversas objeciones sobre puntos como el origen de las piezas, la temática central del museo, y la falta de transparencia y claridad sobre los costos de construcción y mantenimiento.Tras dicha polémica, con el cambio de administración estatal, el 26 de octubre de 2019, el MIB fue re-inaugurado con la exposición Nuevos ritos. Santos, duelos y divinidades del artista mexicano Mauro Terán.

## Arquitectura del museo
Para diseñar el edificio, el connotado arquitecto japonés Toyo Ito (Premio Pritzker de Arquitectura 2013) retomó tres elementos característicos del arte barroco: el movimiento, la luz natural como claroscuro y la relación hombre-naturaleza. Estos conceptos, expresados a través de la forma, generan espacios fluidos que responden a las complejas necesidades de los museos internacionales. Para Toyo Ito, la arquitectura debe ser como un árbol: un organismo que crezca y se desarrolle en función de su entorno y con ello, genere nuevas experiencias que enriquezcan la vida de los usuarios. La museografía de la nueva institución fue concebida por el destacado experto mexicano Miguel Ángel Fernández.

## Construcción
La construcción del Museo Internacional del Barroco estuvo a cargo de la empresa danesa Danstek y tuvo lugar a lo largo de 27 semanas, sobre un terreno de 18 mil metros cuadrados.
Cifras oficiales indican un costo de mil 742 millones 945 mil 414 pesos, aunque existen versiones de que su costo final fue de 7 mil 280 millones de pesos.
De acuerdo a la propia compañía constructora, el museo "rompe esquemas arquitectónicos con un diseño fluido que remite al agua y al paso constante del tiempo. Integra elementos de construcción que generan significativos ahorros con gran calidad, sustentables e innovadores". De igual forma afirma que las técnicas de construcción implementadas son únicas y fueron las que permitieron que el tiempo de edificación haya sido tan corto, considerando el tamaño del proyecto.
El registro audiovisual del proceso de construcción eventualmente se convirtió en un documental de 70 minutos bajo el título de Sin manual. La dirección corrió a cargo de Francisco González y la empresa constructora figura como productora.

## Características
La característica más llamativa del Museo es su edificio, constituido por formas curvilíneas en donde se juega con la luz y la sombra generando movimiento en el Edificio, basando su construcción en 3 ideologías que son el Espacio [impresión de fluidez], la Luz claro-oscuro [como guía en el camino], sin dejar atrás el Movimiento Ecológico.
Se ubica a un costado de la Vía Atlixcáyotl, importante vialidad en una zona denominada Zona Angelópolis. El Museo forma parte del Parque Lineal conectando así con el Ecoparque Metropolitano y con el Paseo del Río Atoyac.
El Museo cuenta con una superficie de 18 mil metros cuadrados; tuvo un costo de construcción de mil 742 millones de pesos mexicanos (94 millones de dólares estadounidenses), y un costo total de aproximadamente 7 mil 300 millones de pesos (390 millones de dólares) a pagar durante 23 años. Posee exposiciones permanentes de diversas expresiones del arte barroco repartidas en varias salas, algunas con interactividades que utilizan pantallas táctiles. Las exposiciones permanentes que se exhiben son:
- Theatrum Mundi: El mundo como escenario
- Puebla de los Ángeles
- El sentimiento barroco: Arquitectura
- El nuevo orden de los tiempos: Pintura y escultura
- Las alegorías del saber: Letras y ciencias
- Deleitar y conmover: Teatro, indumentaria y artes decorativas
- Artificios del oído: Música y danza

El Museo cuenta con una sala que representa la Capilla sixtina, y para presentarla, dentro de la sala hay una cúpula y tres pantallas. En ellas se puede observar la capilla por medio de un vídeo mapping.
El video mapping dentro del museo no se encuentra solo en estas salas; hay dos más, un mural en el cual se muestra cómo fue evolucionando la construcción de las iglesias, y otro mural en el que muestran cómo se vestían los hombres y las mujeres en la época barroca.
El museo cuenta con distintas pantallas interactivas en las cuales se pueden ver escritores, arquitectos, pintores, escultores, entre otros personajes ilustres del periodo[cita requerida].
Por otra parte cuenta con una caja de música la cual es muy importante ya que las piezas musicales que se reproducen son adquisiciones del museo y son obras de la época.[cita requerida]
Por último cuenta con una sala que representa el teatro, y se proyectan diferentes vídeos alusivos a la época, restaurante, biblioteca y un espacio educativo para enriquecer la experiencia del visitante.
Importantes periódicos han elogiado al museo, tales como The Washington Post y The Wall Street Journal, si bien otros tantos han expresado críticas al proyecto desde el principio.

## Controversias y críticas

### Acervo
Una de las críticas más recurrente al Museo Internacional Barroco tiene relación con el origen de su acervo, el cual proviene de otros recintos como el museo José Luis Bello y González, cuya colección debía ser resguardada en el inmueble original por deseos expresos del donante. Esta observación se realizó desde el anuncio del proyecto, cuando especialistas señalaron que no existía un catálogo o colección de arte barroco, y que esta se encontraba presente en la arquitectura del Centro Histórico.
A mediados de 2020, al dejar el puesto de secretario de Cultura, Julio Glockner expondría las "pésimas condciones" en las que se encontrarían 2 mil 400 piezas que resguardaba el museo y que provienen de las colecciones de los museos José Luis Bello, de Alfeñique y San Pedro. De acuerdo a la carta que escribiera Glockner, pinturas, esculturas, objetos de talavera, muebles, textiles, documentos históricos y objetos diversos habrían sido “imperdonablemente descuidados y se encuentran rotos, sucios, con hongos o afectados por la humedad y la falta de limpieza y mantenimiento durante varios años”, denunciando además la mala gestión del responsable de Museos Puebla, Ernesto Cortés.
A mediados de 2021, la Secretaría de Cultura y la Secretaría de la Función Pública realizaron una revisión pieza por pieza del patrimonio de los museos estatales. A partir de ella se registró que el organismo que llevó a cabo el proyecto del museo originalmente, el Consejo Estatal para la Cultura y las Artes, no tenía la documentación del préstamo de piezas del Museo Bello y González al Barroco, y nunca se estipuló fecha de devolución. El Museo Barroco figuró asimismo como el organismo que habría perdido el mayor número de piezas del patrimonio museístico poblano.

### Costo y transparencia
A la problemática del acervo se suma el de su alto costo de construcción y de mantenimiento del inmueble, así como a la falta de transparencia y claridad sobre las cifras reales. Anualmente, el gobierno del estado debe invertir 384 millones de pesos (32 millones por mes, aproximadamente) al fideicomiso creado ex profeso para el proyecto.
A mediados de 2021, Secretaría de Cultura reveló que de los 300 millones de pesos declarados para adquisición de acervo, se realizó un gasto mínimo (que no fue especificado) para dicha acción; el resto habría sido usado en dos eventos con sobrecosto, la restauración de obras de otros países, el traslado de obras con altos costos, entre otros conceptos.

### Origen y objetivos del proyecto
Casi un año después de la inauguración del museo, el investigador de la BUAP, Alberto López Cuenca, consideró que otro problema de fondo fue la falta de comunicación entre las autoridades y la comunidad poblana desde un inicio, generando un rechazo ante el proyecto. Asimismo calificó como un desatino la ubicación del museo en una de las zonas de mayor plusvalía de la ciudad, señalando que el impacto que tiene en la escena cultural de Puebla, más allá de beneficiar al arte, posiciona a la ciudad como una marca. También argumentó que la falta de infraestructura del museo se reflejó en que en ese momento no contaba con director, curador, o estatutos, así como en la falta de una misión o patronato.

### Cambio de administración
A pesar de todas las controversias y los rumores de que se cerraría, la administración estatal de Miguel Barbosa ha dado continuidad al museo, aunque con diversas modificaciones. El 26 de octubre de 2019 tuvo lugar una re-inauguración para marcar la ruptura con el pasado, como lo señaló el entonces secretario de Cultura, Julio Glockner. La nueva etapa del museo estaría caracterizada por un replanteamiento museológico más amplio y que consideraría no solo al barroco sino a otras épocas y movimientos artísticos.
Otro cambio en esta nueva etapa sería la devolución de piezas a sus recintos originales. Ernesto Cortés, director de museos Puebla, órgano descentralizado que administra todos los museos del estado, indicó que regresaría un total de 57 obras a los museos José Luis Bello y González, San Pedro Museo de Arte, Museo Casa de Alfeñique y la Biblioteca Palafoxiana, todo lo cual sucedería en un periodo de un año a partir del anuncio hecho en septiembre de 2019. La razón de la devolución es el término del periodo original de préstamo planteado desde la apertura del museo, así como por "cuestiones de conservación"; todas las piezas, que se encontraban exhibidas, serían reemplazadas por otras resguardadas en la bodega o que se buscaría en préstamo de otras colecciones.

## Galería

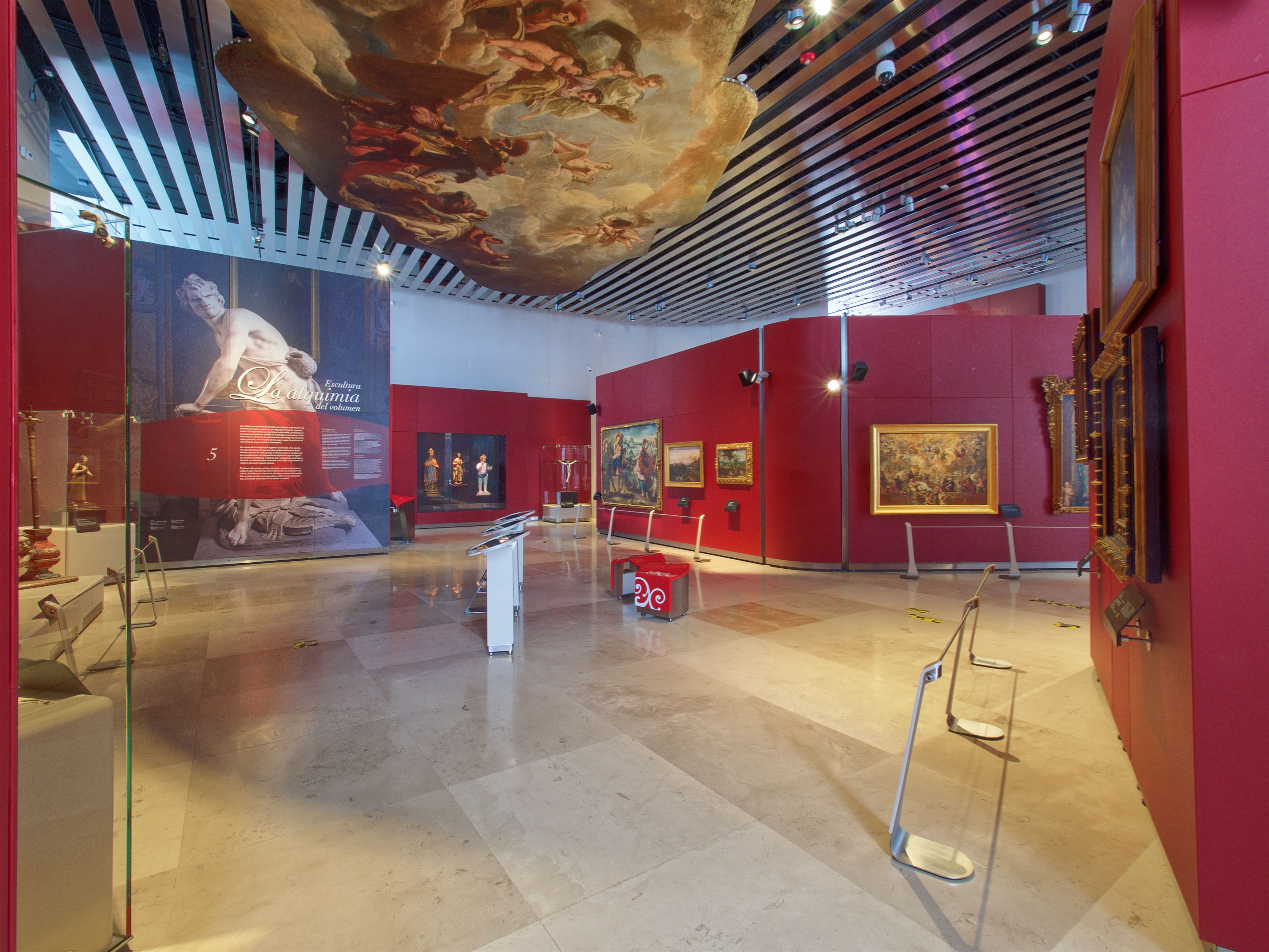
Sala del museo
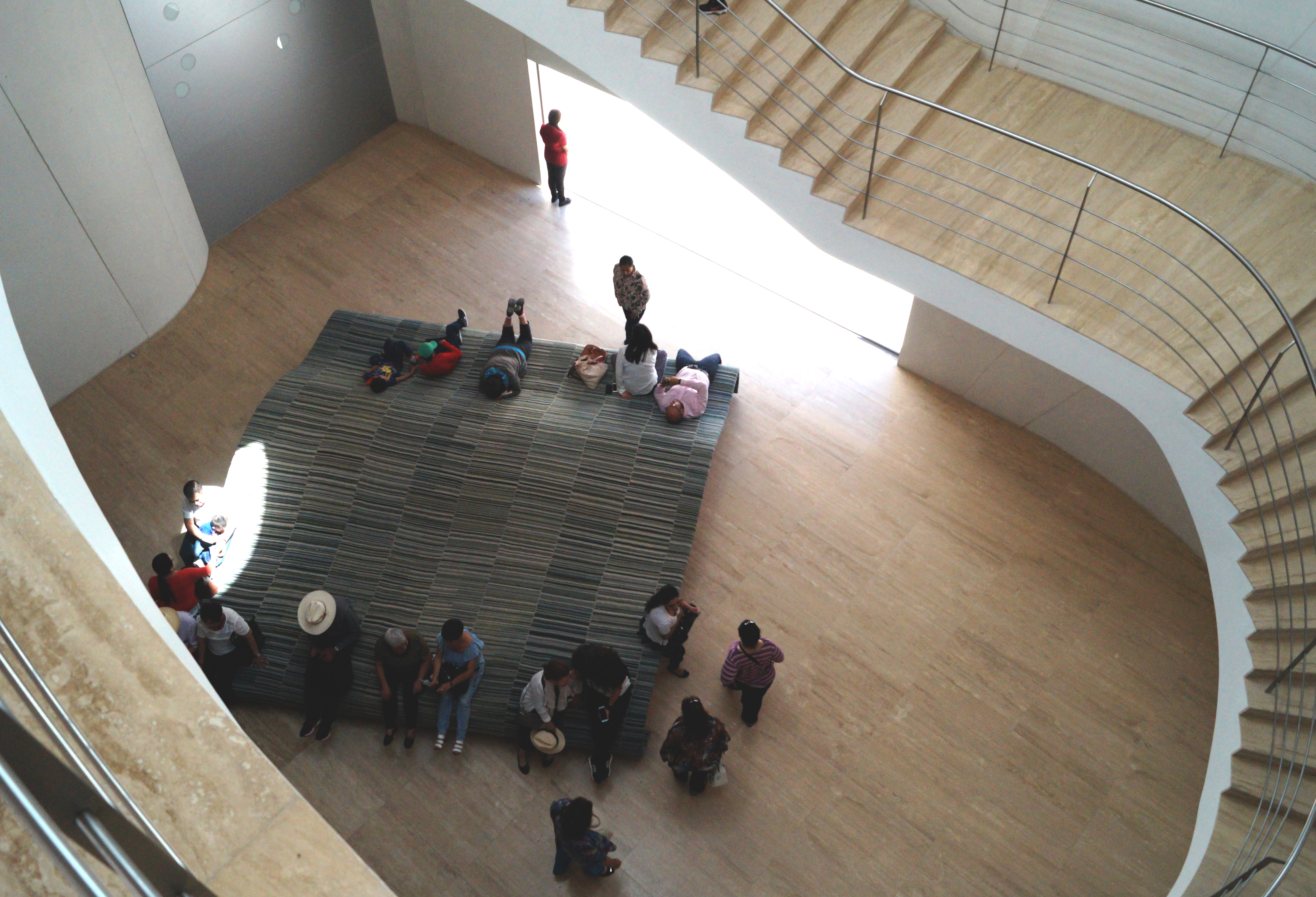
Escaleras
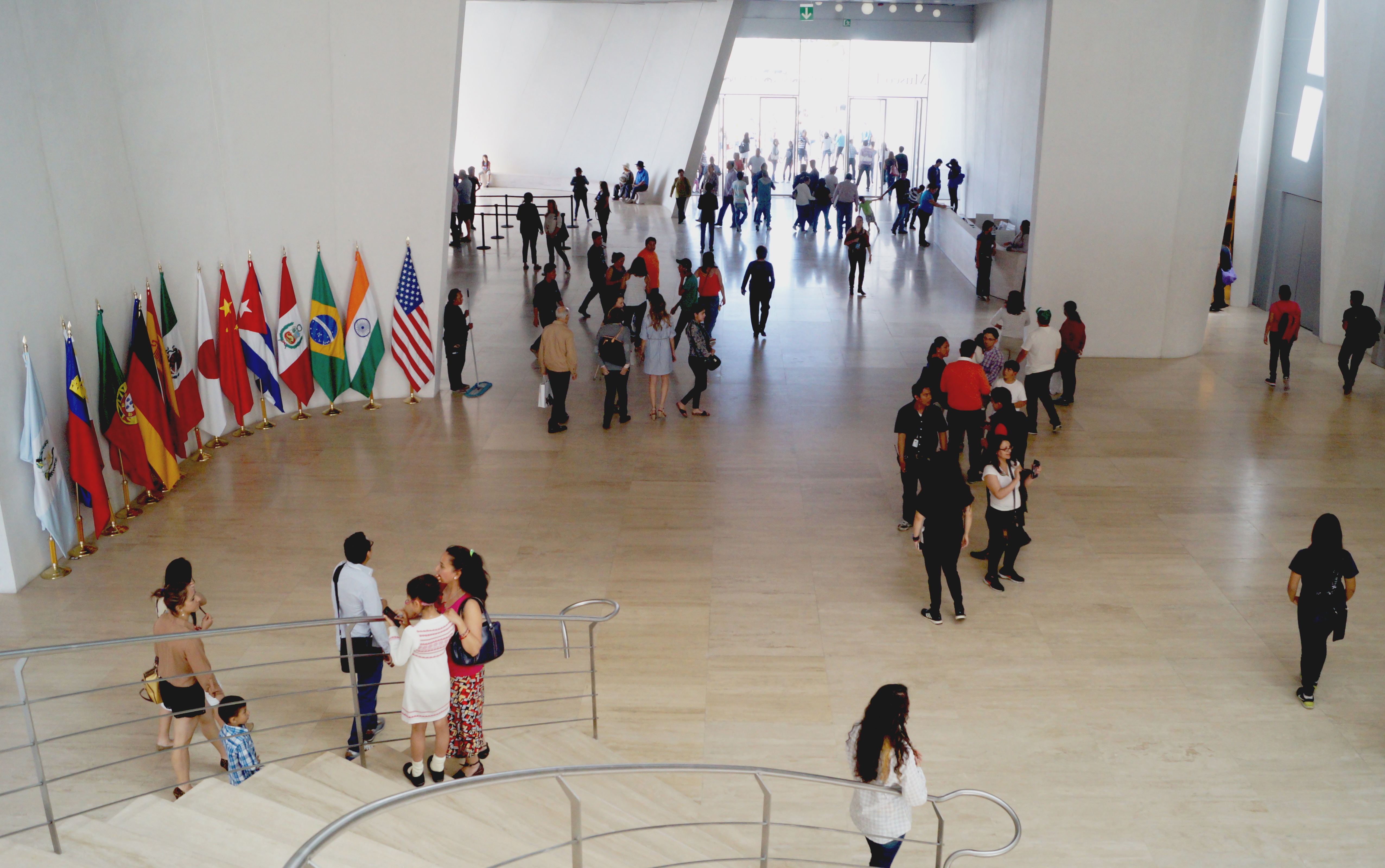
Vestíbulo
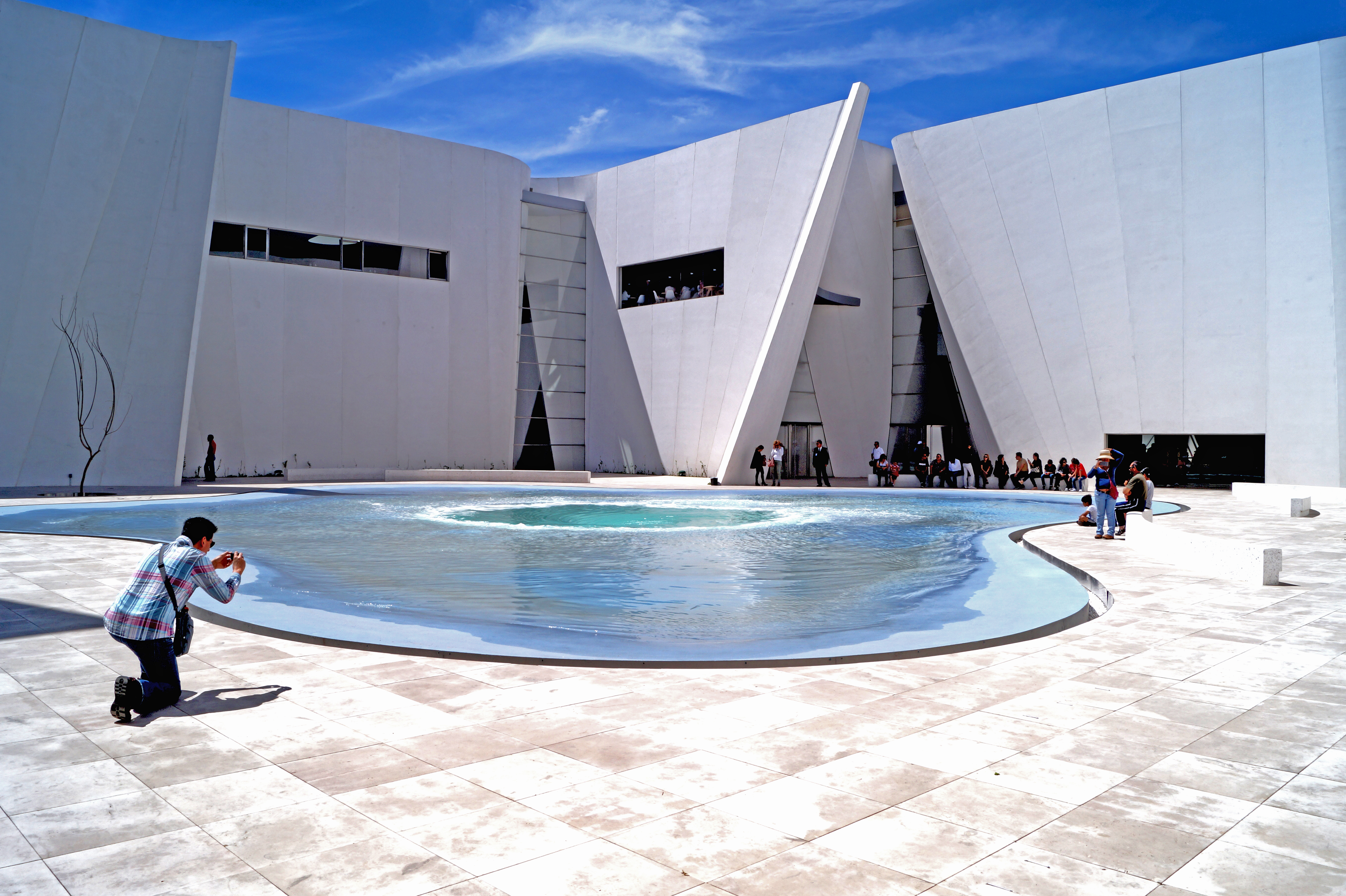
Fuente
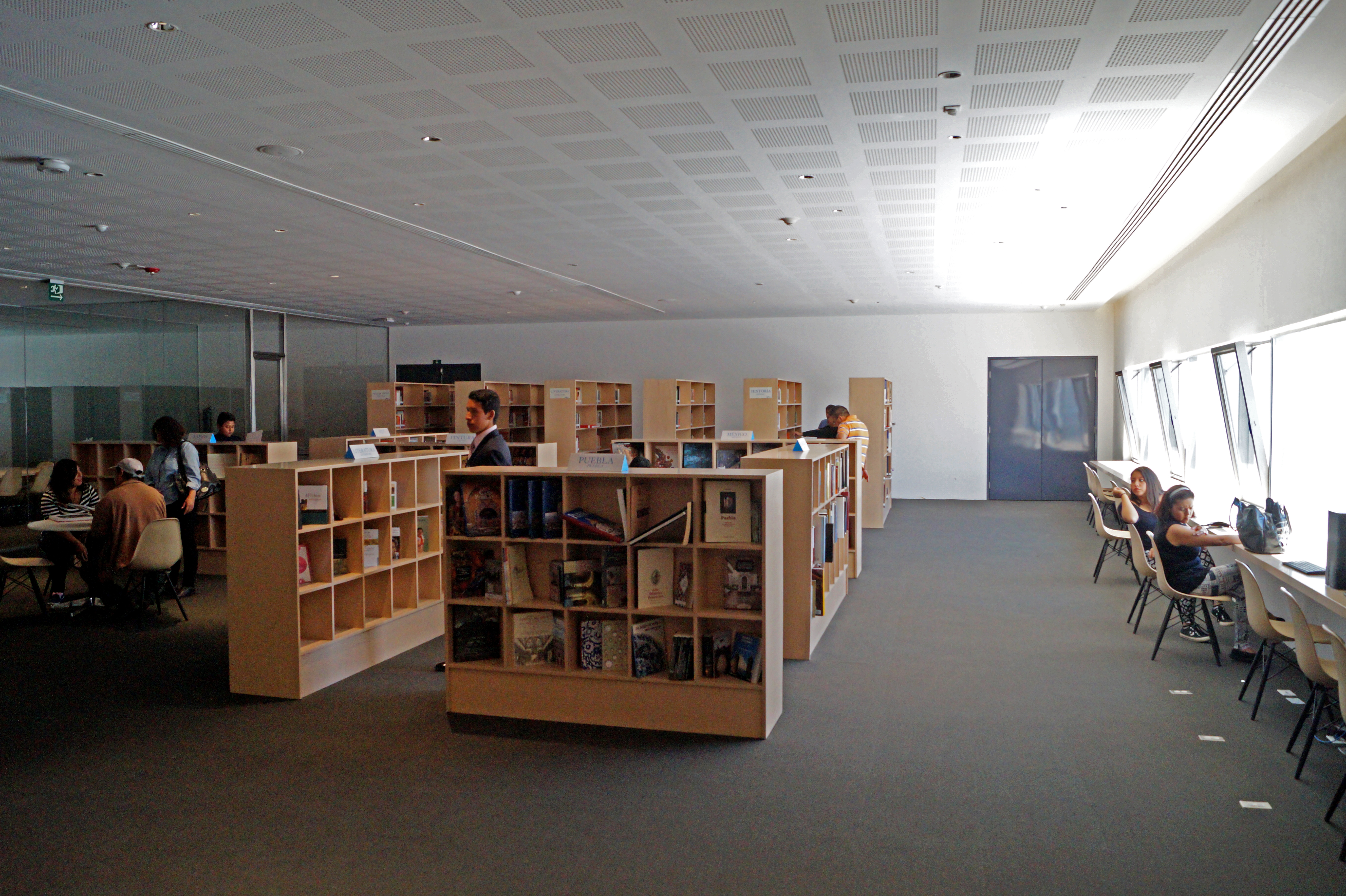
Biblioteca
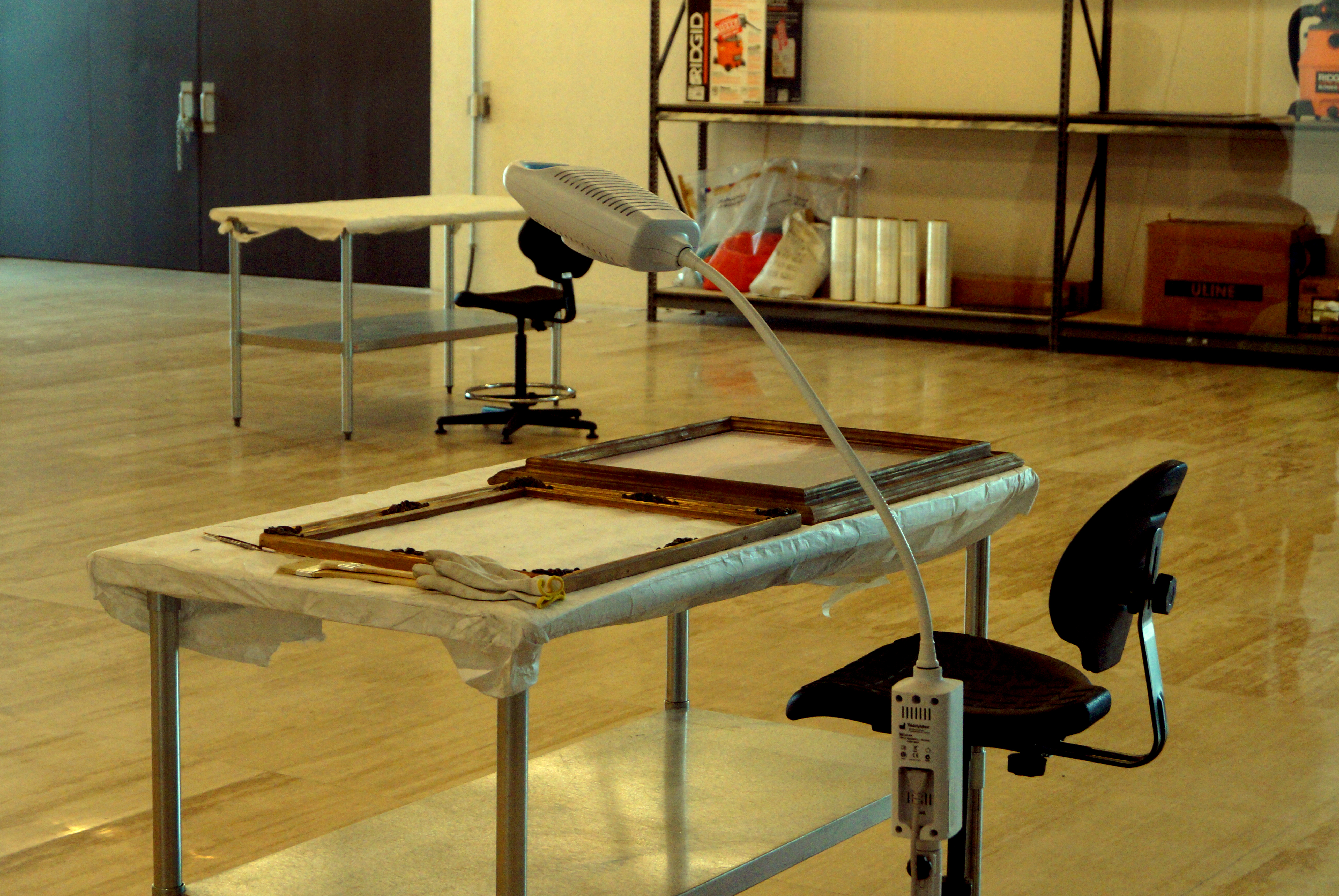
Área de restauración
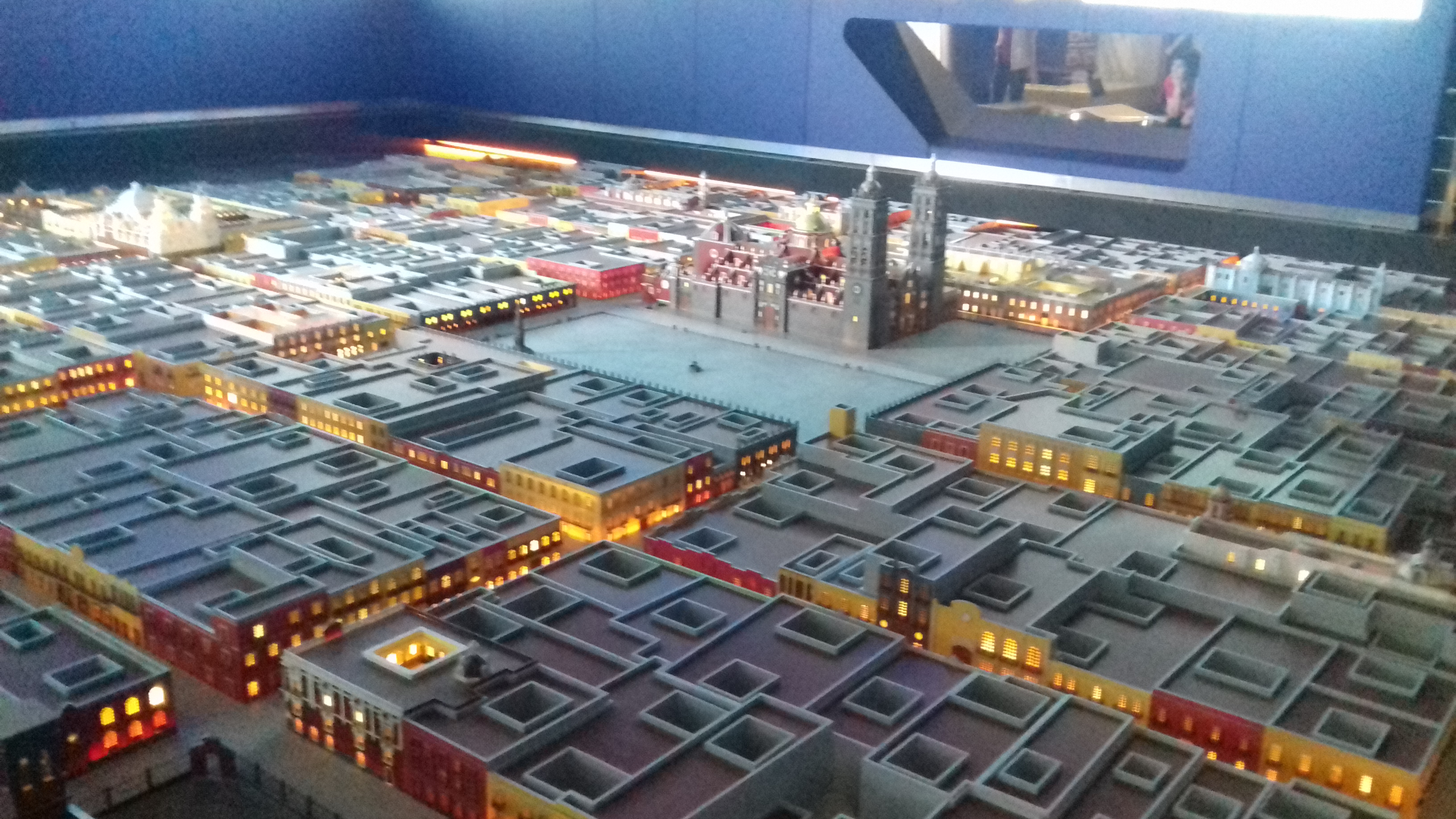
Puebla de los Ángeles
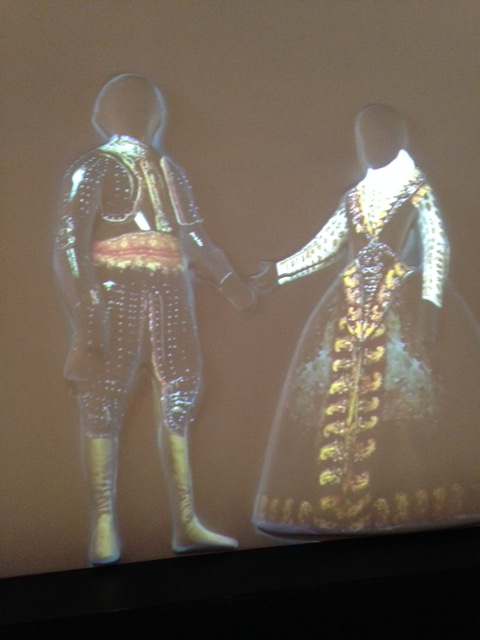